# Brasnorte
Brasnorte – miasto i gmina w Brazylii, w stanie Mato Grosso.